# Inessa Kaagman
 (juin 2019).
Inessa Kaagman, née le 17 avril 1996 à Hoorn, aux Pays-Bas, est une footballeuse néerlandaise, jouant depuis 2022 au PSV Eindhoven.

## Parcours

### En club

#### Ajax
Inessa Kaagman rejoint l'Ajax en 2013. Elle y gagnera par deux fois le championnat et la coupe des Pays-Bas.

#### Everton
Elle rejoint ensuite Everton via un échange de joueuse. Elle quittera le club en 2018, en fin de contrat. 

#### Brighton & Hove Albion
Le 17 juin 2020, Kaagman est transférée au Brighton & Hove Albion. 

### En sélection
Kaagman a participé au sein de l'équipe des Pays-Bas des U-17 aux Championnats d'Europe 2012 et 2013.
En juillet 2014, elle fait partie de l'équipe des Pays-Bas des U-19 qui remporte le Championnat d'Europe 2014 en Norvège. Si les Pays-Bas ont échoué à se qualifier pour l'2015, elle marque 3 but lors des phases qualificatives.
Elle est appelée une première fois avec l'équipe sénior en août 2018 pour un match contre la Norvège dans le cadre des Éliminatoires de la Coupe du monde 2019, mais elle ne jouera pas. 
Elle connait sa première sélection le 19 janvier 2019 dans un match contre l'Afrique du Sud. Le 10 avril 2019 elle est appelée par Sarina Wiegman pour participer à la Coupe du monde 2019 qui a lieu en France.

## Palmarès en football

### Avec les Pays-Bas
- Championnat d'Europe U-17 (1) : 2014

### En club

#### Avec l'Ajax
- Coupe des Pays-Bas (2) : 2013-2014, 2016-2017
- Championnat des Pays-Bas (2) : 2016-2017, 2017-2018

### En individuel
- Ajax Talent de l'année (1) : 2014–15[7]